# Tống Tuyên công
Tống Tuyên công (chữ Hán: 宋宣公; trị vì: 747 TCN-729 TCN), tên thật là Tử Lực (子力), là vị vua thứ 13 của nước Tống – chư hầu nhà Chu trong lịch sử Trung Quốc.
Tử Lực là con của Tống Vũ công – vua thứ 12 nước Tống. Năm 748 TCN, Vũ công mất, Tử Lực lên nối ngôi, tức là Tống Tuyên công.
Tống Tuyên công sinh được thế tử Dữ Di. Năm 729 TCN, ông ốm nặng, lại quyết định nhường ngôi cho em là Tử Hòa chứ không nhường ngôi cho con.
Tống Tuyên công qua đời. Ông làm vua được 19 năm. Em ông là Tử Hòa lên nối ngôi, tức là Tống Mục công.